# Echinocystis lobata
Echinocystis lobata (јежасти краставац) je jednogodišnja zeljasta biljka iz porodice Cucurbitaceae i spada u jako invazivne vrste.

## Opis
Stabljika je na vrhu razgranata, naraste 5-8 metara dužine i penje se po grmlju. Listovi su naizmenično raspoređeni, veličine oko 5 cm, na dugim drškama i podeljeni su na 3-7 režnjeva ušiljenih vrhova i retnko nazubljenih rubova. Cvetovi su jednodomi, jednopolni, zelenkasto beli i vrlo mirisni. Muški cvetovi su organizovani u metličaste cvasti, a ženski su pojedinačni. Prašnika ima 5.Cveta od juna do oktobra. Plod je bobica veličine 3-5 cm, prekrivena mnogobrojnim trnovima, sadrži 4 tamnosmeđe, eliptične, tvrde, glatke, pljosnate semenke duge do 1,5 cm.

## Rasprostranjenost
Prirodno je rasprostranjeno u Severnoj Americi, a u Evropu je introdukovana krajem XIX veka. Prema istraživanju iz 2011. Godine zabeležena je u većini evropskih zemalja.

## Stanište
Naseljava staništa kraj reka i potoka, raste na poluosenčenim mestima i na vlažnim zemljištima.